# Тополя-Велика
Тополя-Велика (пол. Topola Wielka) — село в Польщі, у гміні Пшиґодзиці Островського повіту Великопольського воєводства.
Населення — 1350 осіб (2011).

## Демографія
Демографічна структура станом на 31 березня 2011 року:
|          | Загалом | Допрацездатний вік | Працездатний вік | Постпрацездатний вік |
| -------- | ------- | ------------------ | ---------------- | -------------------- |
| Чоловіки | 683     | 179                | 436              | 68                   |
| Жінки    | 667     | 146                | 402              | 119                  |
| Разом    | 1350    | 325                | 838              | 187                  |